# Bossa Nova Baby
«Bossa Nova Baby» — песня, которую Элвис Пресли исполнил в кинофильме 1963 года «Веселье в Акапулько». Также вошла в его альбом-саундтрек к этому фильму.
Также песня была в США выпущена отдельным синглом. На стороне Б была песня «Witchcraft». В чарте Hot 100 американского музыкального журнала «Билборд» песня «Bossa Nova Baby» достигла 8 места. Кроме того, в том же «Билборде» она поднялась на 20 место в чарте синглов в жанре ритм-н-блюза (который теперь называется Hot R&B/Hip-Hop Songs). В Великобритании в национальном чарте (UK Singles Chart) сингл достиг 13 места.
Авторы песни — Джерри Либер и Майк Столлер.
До Элвиса Пресли песня уже издавалась. Первым артистом, записавшим и издавшим её, была группа Tippie and the Clovers (в 1962 году).

## Чарты
| Чарт(1963)                            | Высшая позиция |
| ------------------------------------- | -------------- |
| Бельгия/Фландрия (Ultratop 50)        | 2              |
| Бельгия/Валлония (Ultratop 50)        | 21             |
| Нидерланды (Single Top 100)           | 8              |
| Норвегия (VG-lista)                   | 2              |
| Великобритания (OCC UK Singles)       | 13             |
| США (Billboard Hot R&B/Hip-Hop Songs) | 20             |
| США (Billboard Hot 100)               | 8              |
| ФРГ (GfK)                             | 12             |